# Planum Chronium
Planum Chronium és una formació geològica de tipus planum a la superfície de Mart, localitzada amb el sistema de coordenades planetocèntriques a -55.71 latitud N i 147.89 ° longitud E, que fa 576.38 km de diàmetre. El nom va ser aprovat per la UAI l'any 1985 i fa referència a una característica d'albedo localitzada a 58 latitud S i 90 ° longitud O.